# Traminda malocopis
Traminda malocopis là một loài bướm đêm trong họ Geometridae.